# Podargus papuensis
Podargus papuensis е вид птица от семейство Podargidae.

## Разпространение
Видът е разпространен в Австралия, Индонезия и Папуа Нова Гвинея.